# Dennis Meadows
Pour les articles homonymes, voir Meadows.
Dennis L. Meadows, né le 7 juin 1942 au Montana (États-Unis), est un scientifique et professeur émérite de l'université du New Hampshire et co-auteur, avec trois scientifiques du MIT dont son épouse Donella Meadows, du Rapport Meadows paru en 1972, qui met en avant le danger pour l'environnement planétaire de la croissance démographique et économique de l'humanité.
Membre honoraire du Club de Rome, il a reçu — avec l'Américain et « père de la tomographie » David E. Kuhl — le Japan Prize en 2009.

## Carrière
Dennis Meadows  a commencé à travailler au Massachusetts Institute of Technology (MIT) à la fin des années 1960[citation nécessaire].
De 1970 à 1972, il a été le directeur du projet « Predicament of Mankind » pour le Club de Rome. Ce projet a donné naissance à un rapport intitulé Les limites à la croissance (The Limits to Growth), aussi nommé « rapport Meadows », du nom de son auteur principal ; ce rapport a rapidement connu plusieurs traductions et publications dans différents pays. Denis Meadows est ensuite devenu professeur titulaire.
Il a été durant plusieurs années directeur d'un programme universitaire en ingénierie et business. Il a donné des conférences dans une cinquantaine de pays.

## Rapport Meadows
Le rapport Meadows (commandé par le Club de Rome et publié initialement en 1972) — co-écrit avec son épouse Donella H. Meadows, Jørgen Randers, et William W. Behrens III — est établi à la suite d'un projet de recherche qui modélise l'impact des croissances démographique et économique humaines sur les ressources environnementales mondiales, à l'aide du modèle World3 utilisant le langage de programmation informatique DYNAMO.
En 2014, Graham Turner, chercheur à l'université de Melbourne (Australie), confirme les prédictions du rapport Meadows,.

## Prix et distinctions
Il a reçu le Japan Prize en avril 2009,.

## Prises de position
En 2012, à la veille du sommet de Rio, il déclare ne plus croire dans la résolution des problèmes environnementaux par les dirigeants.
50 ans après la sortie du rapport, Dennis Meadows constate que même si les dirigeants politiques sont convaincus par les argumentaires développés, ils ne peuvent se projeter au delà de leurs réélections, les empêchant de mettre en œuvre des mesures nécessaires qui seront bénéfiques sur le temps long,.

## Publications
Liste non exhaustive des ouvrages écrits ou co-écrits par Dennis Meadows :
- 1970 : Dynamics of commodity production cycles.
- 1972 : The Limits to Growth
  - traduction française : Halte à la croissance ? - Enquête sur le Club de Rome - et Rapport sur les limites à la croissance, Fayard, 1974, (ASIN B008AV1LK4)
- 1973 : Toward global equilibrium: collected papers. Eds.
- 1974 : Dynamics of Growth in a Finite World
- 1975 : Beyond growth : essays on alternative futures.
- 1977 : Alternatives to growth-I : a search for sustainable futures : papers adapted from entries to the 1975 George and Cynthia Mitchell Prize and from presentations before the 1975 Alternatives to Growth Conference, held at the Woodlands, Texas. Eds.
- 1992 : Beyond the Limits: Confronting Global Collapse, Envisioning a Sustainable Future
- 1995 : The Systems Thinking Playbook
- 2004 : Limits to Growth: The 30-Year Update, nouvelle version enrichie du texte de 1972, co-écrit avec Donella Meadows et Jørgen Randers.  (ISBN 978-1-931498-58-6)
  - traduction française : Les Limites à la croissance (dans un monde fini) : Le rapport Meadows, 30 ans après, éditeur rue de l'échiquier, 24 août 2017,  (ISBN 978-2374250748).